# Tornik (gmina Ljubovija)
Tornik (cyr. Торник) – wieś w Serbii, w okręgu maczwańskim, w gminie Ljubovija. W 2011 roku liczyła 129 mieszkańców.